# Ясень (зупинний пункт)
Ясень (біл. Ясень) — зупинний пункт Могильовського відділення Білоруської залізниці на електрифікованій лінії Жлобин — Осиповичі I між зупинними пунктами Токарі та Гай. Розташований у селищі Ясень Осиповицького району Могильовської області.

## Пасажирське сполучення
На зупинному пункті Ясень зупиняться регіональні поїзди економ-класу напрямку Жлобин — Осиповичі I — Мінськ.